# Reboot (Fiktion)
Der Begriff Reboot wird für ein fiktionales Werk verwendet, das ein früheres fiktionales Werk wie etwa einen Film neu interpretiert, analog zum Remake, jedoch im Unterschied zu diesem die Gültigkeit des Vorgängerwerks oder der Vorgängerwerke nicht anerkennt. In einem Reboot gilt die bisher erzählte Kontinuität nicht mehr; vielmehr wird die Geschichte erneut von Anfang an und von einer anderen Position aus erzählt. Dabei kann sich beispielsweise auch das Geschlecht, bestimmte Verhaltensmuster, die Gesinnung oder sonstige Eigenschaften des Hauptdarstellers ändern. Der Begriff wird oft für den Neubeginn eines Film- oder Videospiel-Franchises verwendet, also einer Reihe von Werken.
Beispiele für Reboots:
- Batman Begins (2005) ist ein Reboot der vorherigen Batman-Filme und der erste von drei von Christopher Nolan inszenierten Batman-Filmen; dazu gehören auch The Dark Knight (2008) und The Dark Knight Rises (2012). Inzwischen gab es bereits zwei weitere Reboots von Batman: Batman v Superman: Dawn of Justice von Zack Snyder für das DC Extended Universe und The Batman von Matt Reeves für DC Elseworlds.
- James Bond 007: Casino Royale (2006) führt im 21. Film der Eon-Reihe die Hauptfigur James Bond neu ein.
- Godzilla (2014) und Godzilla (1998) sind jeweils Reboots der ursprünglichen Verfilmung von 1954 des japanischen Regisseurs Ishirō Honda.
- Star Trek (2009) ist ein Reboot der vorher erschienenen Star-Trek-Fernsehserien und Kinofilme und der erste von bisher drei von J. J. Abrams produzierten Star-Trek-Kinofilmen; dazu gehören auch Star Trek Into Darkness (2013) und Star Trek Beyond (2016).
- Die Mumie (2017) von Alex Kurtzman ist ein Reboot der gleichnamigen Filmreihe, basierend auf dem 1932 erschienenen Horrorfilm, mit Tom Cruise in der Hauptrolle.
- Planet der Affen: Prevolution (2011),  Planet der Affen: Revolution (2014), Planet der Affen: Survival (2017) und Planet der Affen: New Kingdom (2024)
- Die Fernsehserie MacGyver (2016–2021) ist ein Reboot der gleichnamigen Fernsehserie (1985–1992).
- Die TV-Serie Dr. Doogie Kamealoha (2021–) ist ein Reboot von Doogie Howser, M.D. Die männliche Hauptrolle wurde jedoch in eine weibliche umgewandelt, ebenso bei Fantasy Island, dem im selben Jahr erschienenen Reboot der gleichnamigen Erfolgsserie aus den 1970er und -80er Jahren.